# Melestiu
Melestiu este un cartier din sectorul Centru, municipiul Chișinău, Republica Moldova. Principalele artere sunt bulevardele: „Dacia” și „Decebal”

## Legături externe
- Zona Melestiu pe wikimapia.org